# Monastero di Ktuts
Il monastero di Ktuts (in armeno Կտուց Անապատ, o "eremo di Ktuts") è un antico monastero armeno, situato su un'isola del lago di Van. Si trova nell'antica regione armena del Vaspurakan, nell'odierna Turchia.
Il monastero è di incerta origine: la sua esistenza, e in particolare l'esistenza del suo scriptorium, è attestata nel XV secolo. Fu ricostruito nel Settecento e servì da rifugio in occasione dei massacri hamidiani del 1894-1896. Fu abbandonato a seguito del genocidio armeno del 1915-1916. Si è conservata solo la chiesa di San Giovanni il Precursore (Sourp Karapet) con il suo gavit (sorta di nartece sul lato occidentale dell'edificio sacro).

## Situazione geografica

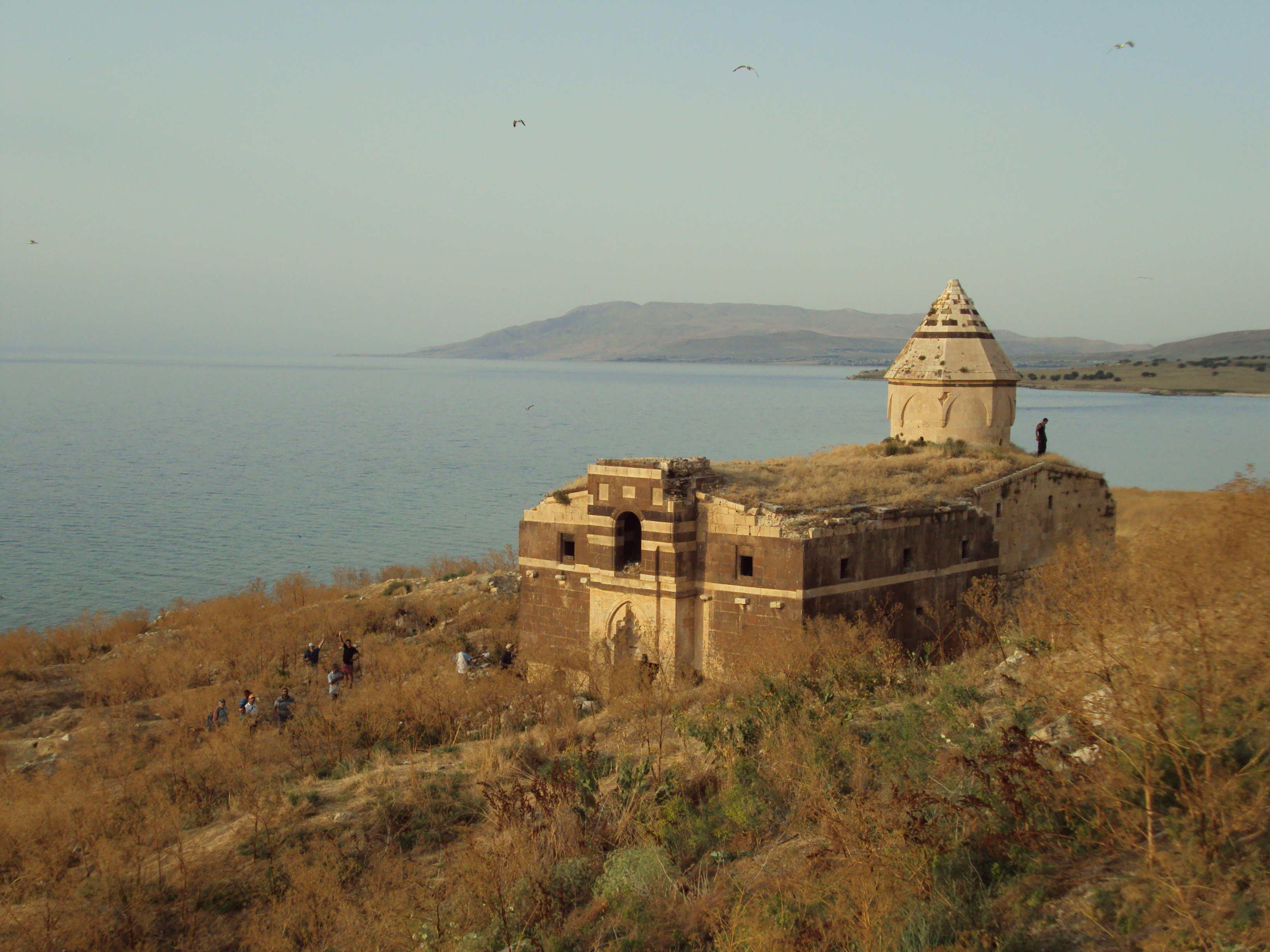
La chiesa di San Giovanni il Precursore del monastero di Ktuts, vista da nord-est

Il monastero si trova su una delle quattro isole del lago di Van, l'isola di Ktuts ("del Becco"), oggi Çarpanak, a circa 1,5 km da un promontorio sulla riva orientale del lago e a 25 km a nord est della città di Van.
La zona fa parte oggi nella provincia di Van (regione dell'Anatolia Orientale, in Turchia e storicamente faceva parte del cantone di Arberani della provincia del Vaspurakan, una delle quindici storiche province armene descritte nel Ashkharatsuyts (Geografia) del geografo armeno Anania di Shirak (VII secolo).

## Storia
Secondo la tradizione, il monastero sarebbe stato fondato nel IV secolo da san Gregorio Illuminatore, al ritorno da un suo viaggio a Roma. Vi avrebbe fatto deporre la reliquia di un braccio di san Giovanni Battista, per la quale venne realizzato un reliquiario oggi conservato presso il patriarcato armeno di Gerusalemme.
L'esistenza del monastero è tuttavia storicamente accertata solo nel XV secolo, epoca in cui ospita un importante scriptorium di cui si conservano alcuni manoscritti presso il Matenadaran (biblioteca) della capitale armena Erevan.
Il monastero fu probabilmente distrutto da un terremoto nel 1648 e venne ricostruito nel Settecento a spese degli abitanti della città di Baghesh, oggi Bitlis. Divenne una delle due sedi della diocesi della Chiesa apostolica armena di Lim e Ktuts (due delle isole del lago di Van) e fu inoltre sia eremo, sia luogo di villeggiatura.
In occasione dei massacri hamidiani del 1894-1896 ospitò numerosi rifugiati, mentre in occasione del genocidio armeno del 1915-1916 l'accesso all'isola venne impedito dai gendarmi.
Successivamente il monastero venne abbandonato e si conservano solo la chiesa con il suo gavit. Nel 2010 il vice-governatore della provincia di Van ha annunciato lavori di restauro al monastero.

## Descrizione

### Chiesa di San Giovanni il Precursore
L'attuale edificio della chiesa (Sourp Karapet, cioè San Giovanni il Precursore, oppure Sourp Hovhannes, cioè "San Giovanni") fu eretto nel 1712-1713 ad opera dell'architetto Khoshkhabar.
La chiesa ha pianta a croce greca con due annessi occidentali liberi e con abside pentagonale.

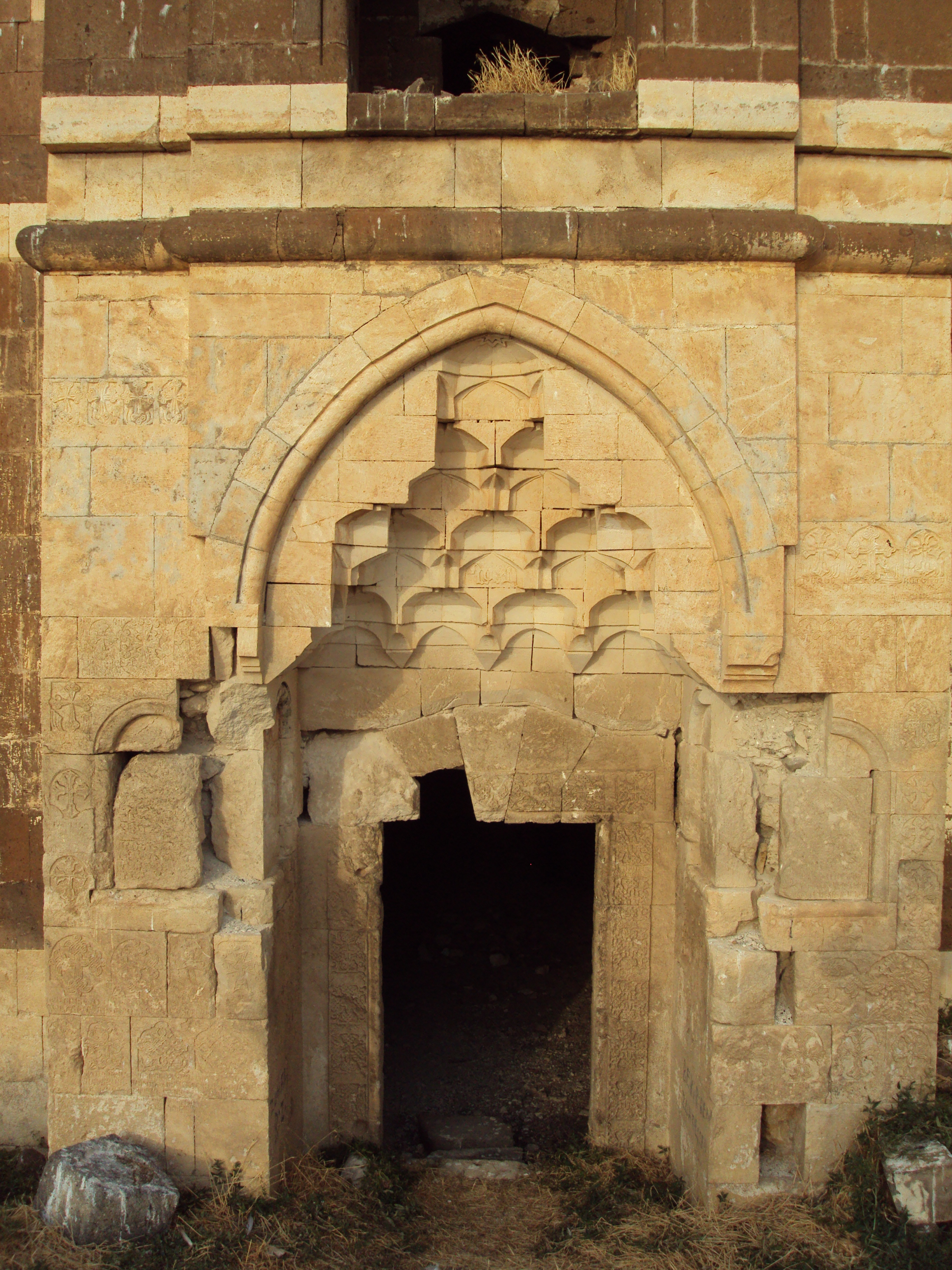
Chiesa di San Giovanni il Precursore del monastero di Ktuts, particolare del portale di ingresso

La facciata orientale presenta due marcapiani orizzontali. È decorata con medaglioni a croce e khachkar (rilievi in pietra con croci). Il portale occidentale, aperto con arco a tutto sesto, è decorato da stalattiti e trecce dipinte in rosso e verde.
L'interno è decorato da nicchie a conchiglia
La copertura è costituita da una cupola piramidale,  con tamburo ottagonale nella parte superiore e cilindrico nella parte inferiore che poggia per mezzo di pennacchi su archi a sesto acuto. L'annesso occidentale è insolitamente coperto da nervature che sorreggono una piccola cupola con erdik (locale lanterna).

### Gavit
A ovest davanti alla chiesa è presente un gavit in tufo nero a quattro colonne e con nove volte sostenute da archi a sesto acuto. L'interno era in origine decorato con affreschi.
Davanti al gavit si trova un piccolo campanile, costituito da una nicchia a stalattiti che inquadra il portale al piano terra e un'apertura al piano superiore e che a sua volta era sormontata da una lanterna oggi scomparsa.

### Edifici in rovina
Dall'angolo nord-est del gavit si poteva accedere a una cappella dedicata ai Santi Arcangeli e a una biblioteca, entrambe in rovina. Il monastero era completato da un cimitero e da ambienti per abitazione, oggi scomparsi.